# Hedwig Kiesekamp

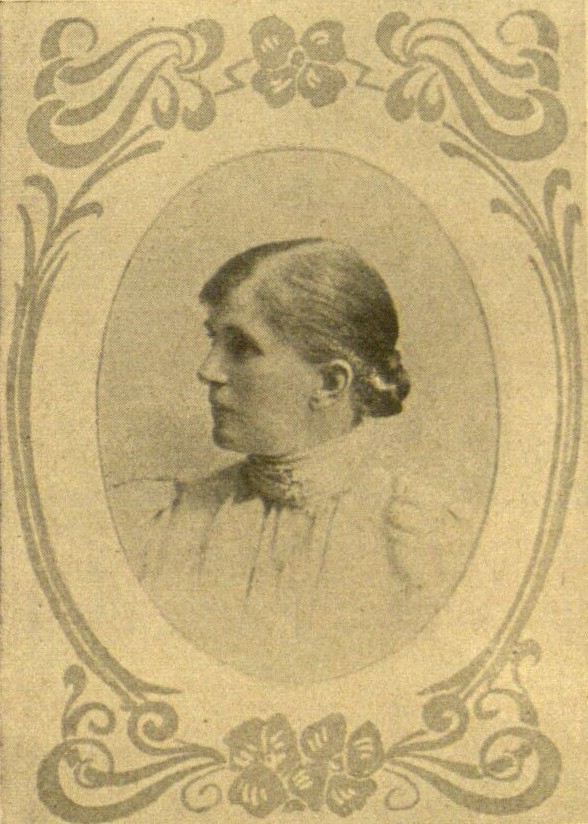
Hedwig Kiesekamp

Hedwig Kiesekamp, geb. Bracht; (* 21. Juli 1844 in Henrichenburg; † 2. März 1919 in Münster), eigentlich Hedwig Carolina Theodora Maria Huberta Philomene Kiesekamp, lebte und wirkte als Sängerin und Schriftstellerin in Münster (Westfalen). Sie schrieb unter den Pseudonymen „L. Rafael“ und „Helene Kordelia“.

## Leben
Hedwig Kiesekamp wurde auf dem Rittergut Henrichenburg als eines von sieben Kindern des Gutspächters Hermann Bracht in Westfalen geboren. Sie besuchte bis zu ihrem 14. Lebensjahr die dortige Dorfschule, wo sie von einem Geistlichen unter anderem in Französisch und Geografie unterrichtet wurde. Nach dem Tod des Vaters ging sie für ein Jahr in eine Klosterschule der Ursulinerinnen in Marseyk in Belgien, bevor sie wieder nach Westfalen zurückkehrte. Im Jahr 1864 heiratete sie den Mühlenbesitzer und späteren Handelskammerpräsidenten Wilhelm Kiesekamp und zog nach Münster um, wo sie bis zu ihrem Tod lebte. An der Westmauer des Zentralfriedhofs in Münster erinnert ein Gedenkstein an sie. In Castrop-Rauxel ist eine Straße nach ihr benannt.
Kiesekamp schrieb zunächst Märchen für ihre eigenen Kinder. Levin Schücking unterstützte sie bei ersten schriftstellerischen Proben. Als Schriftstellerin verfasste Kiesekamp Erzählungen, Lyrik, Dramen und Jugendliteratur, die teilweise mehrere Auflagen erlebten.
Auch als Sängerin war Hedwig Kiesekamp erfolgreich. Bedeutende Komponisten wie Max Reger schrieben Lieder für die Konzert- und Oratoriensängerin, Hans Pfitzner vertonte ihre Gedichte. Kiesekamp war mit Johannes Brahms befreundet.

## Werke
- Neuer Märchenschatz für liebe Kinder. Bagel, Mühlheim 1876.
- Am Kamine. Märchen Münster 1878.
- Frischer Märchenstrauß für liebe Kinder. Bagel, Mühlheim 1880.
- Wie man im Walde singt und was die Vögel sich erzählen. Frühlings-Märchen für Groß und Klein. Schöningh, Paderborn 1884. (Digitalisat)
- Am Gardasee. Erzählungen, Märchen und Skizzen. Emmert, Arco 1888. (Digitalisat, Neuauflage 2025: ISBN 978-3-7437-4903-0)
- Was der Sturm sang. Märchen. Albumstiftung, Berlin 1888.
- Gedichte. Breitkopf und Härtel, Leipzig 1888. (3. Auflage 1901) (Digitalisat)
- Winterträume. Neue Märchen für Erwachsene. Pierson, Dresden/Leipzig 1892.
- Neue Gedichte. Breitkopf und Härtel, Leipzig 1893.
- Ebbe und Flut. Gedichte. Breitkopf und Härtel, Leipzig 1896. (Digitalisat)
- Großmutter, erzählt. Märchen, Erzählungen, Gedichte. Aschendorff, Münster 1896.
- Die Liebe siegt! Lustspiel in einem Aufzuge. Kösel, Kempten 1898.
- Heinrich. Familiendrama. Breitkopf und Härtel, Leipzig 1898.
- Der Prinz kommt. Lustspiel in drei Akten. Breitkopf und Härtel, Leipzig 1898.
- Junge Herzen. Novellen. Habbel, lRegensburg 1899.
- Abendgluten. Gedichte, 4. Sammlung. Breitkopf und Härtel, Leipzig 1901.
- Vom alten Sachsenstamme. Novellen. Amelang, Leipzig 1905.
- Tiefen der Sehnsucht. Neue Gedichte. Amelang, Leipzig 1906.
- Schultsch Ebbinghaus und ihr Einziger und andere Geschichten. Butzon & Bercker, Kevelaer 1907.
- Aus der Skizzenmappe. Butzon & Bercker, Kevelaer 1908.
- Der Spökenkieker und andere westfälische Geschichten. Fredebeul & Könen, Essen 1908.
- Goldgretels Weihnachtsbuch. Kindergedichte. Coppenrath, Münster 1910. (Digitalisat)
- Das Lied der heiligen Cäcilia. Heimgeholt. Doris. 3 Erzählungen. Aschendorff, Münster 1910.
- Traum und Leben. Erzählung. Habbel, Regensburg 1919.